# Логистическое распределение
Логисти́ческое распределе́ние в теории вероятностей и математической статистике — один из видов абсолютно непрерывных распределений. Формой напоминает нормальное распределение, но имеет более «тяжёлые» концы и больший коэффициент эксцесса.

## Определение

### Функция плотности
Функция плотности вероятности логистического распределения задаётся формулой:
{\displaystyle f(x)={\frac {e^{-(x-\mu )/s}}{s\left(1+e^{-(x-\mu )/s}\right)^{2}}}=}
{\displaystyle ={\frac {1}{4\,s}}\;\operatorname {sech} ^{2}\!\left({\frac {x-\mu }{2\,s}}\right).}
Альтернативная параметризация задается подстановкой {\displaystyle \sigma ^{2}=\pi ^{2}\,s^{2}/3}. Тогда функция плотности имеет вид:
{\displaystyle f(x)={\frac {\pi }{\sigma \,4{\sqrt {3}}}}\,\operatorname {sech} ^{2}\!\left({\frac {\pi }{2{\sqrt {3}}}}\,{\frac {x-\mu }{\sigma }}\right).}

### Функция распределения
Функцией распределения является логистическая функция:
{\displaystyle F(x)={\frac {1}{1+e^{-(x-\mu )/s}}}=}
{\displaystyle ={\frac {1}{2}}+{\frac {1}{2}}\;\operatorname {tanh} \!\left({\frac {x-\mu }{2\,s}}\right).}

### Квантили
Обратная функция к функции распределения ({\displaystyle F^{-1}}), обобщение logit-функции:
{\displaystyle F^{-1}(p;\mu ,s)=\mu +s\,\ln \left({\frac {p}{1-p}}\right).}

## Моменты распределения

### Математическое ожидание
{\displaystyle \mathbb {E} [X]=\int _{-\infty }^{\infty }{\frac {xe^{-(x-\mu )/s}}{s\left(1+e^{-(x-\mu )/s}\right)^{2}}}\!dx=\int _{-\infty }^{\infty }{\frac {x}{4\,s}}\;\operatorname {sech} ^{2}\!\left({\frac {x-\mu }{2\,s}}\right)dx}
Подставляем: {\displaystyle u={\frac {(x-\mu )}{2s}},du={\frac {1}{2s}}dx}
{\displaystyle \mathbb {E} [X]=\int _{-\infty }^{\infty }{\frac {2\,s\,u+\mu }{2}}\;\operatorname {sech} ^{2}\!\left(u\right)du}
{\displaystyle \mathbb {E} [X]=s\int _{-\infty }^{\infty }u\;\operatorname {sech} ^{2}\!\left(u\right)du+{\frac {\mu }{2}}\int _{-\infty }^{\infty }\;\operatorname {sech} ^{2}\!\left(u\right)du}
Справедливо равенство: {\displaystyle \int _{-\infty }^{\infty }u\;\operatorname {sech} ^{2}\!\left(u\right)du=0}
{\displaystyle \mathbb {E} [X]={\frac {\mu }{2}}\int _{-\infty }^{\infty }\;\operatorname {sech} ^{2}\!\left(u\right)du={\frac {\mu }{2}}\,2=\mu }

### Моменты высших порядков
Центральный момент n-го порядка может быть вычислен как:
{\displaystyle {\begin{aligned}\mathbb {E} [(X-\mu )^{n}]&=\int _{-\infty }^{\infty }(x-\mu )^{n}dF(x)=\int _{0}^{1}{\big (}F^{-1}(p)-\mu {\big )}^{n}dp\\&=s^{n}\int _{0}^{1}{\Big [}\ln \!{\Big (}{\frac {p}{1-p}}{\Big )}{\Big ]}^{n}\,dp.\end{aligned}}}
Интеграл может быть выражен через числа Бернулли:
{\displaystyle \mathbb {E} [(X-\mu )^{n}]=s^{n}\pi ^{n}(2^{n}-2)\cdot |B_{n}|.}